# Ravazd
Ravazd ist eine ungarische Gemeinde im Kreis Pannonhalma im Komitat Győr-Moson-Sopron.

## Geografische Lage
Ravazd liegt vier Kilometer südlich der Kreisstadt Pannonhalma an dem Fluss Pándzsa. Es befindet sich ein See jeweils nördlich und südlich des Ortes. Nachbargemeinden sind Tarjánpuszta, Bakonypéterd und Sokorópátka.

## Geschichte
Archäologische Forschungen haben ergeben, dass das Gebiet um Ravazd bereits in römischer Zeit besiedelt war. In einer päpstlichen Urkunde aus dem Jahr 1002 wird der Ort erstmals erwähnt, mit einer Kirche, die dem Bischof Szent Villebald geweiht war sowie einer Quelle (heute als Béla-kut bekannt), die im Mittelalter ein Wallfahrtsort war. 
1798 hatte Ravazd 539 Einwohner, die Steuern an die Abtei Pannonhalma zahlten. Im Jahr 1907 gab es in Ravazd 276 Häuser und 1533 Einwohner auf einer Fläche von 5847 Katastraljochen. Die Großgemeinde gehörte zu dieser Zeit zum Bezirk Puszta im Komitat Győr.

## Sehenswürdigkeiten
- Aussichtsturm (Sólymos Szilveszter Kilátó)
- Béla-kút, Brunnen benannt nach König Béla IV.
- Kruzifix, erschaffen 1903 von Gyula Réthy
- Römisch-katholische Kirche Szent Márton, erbaut 1802–1821
- Weltkriegsgedenktafel, erschaffen von Zsigmond Kisfaludi Strobl

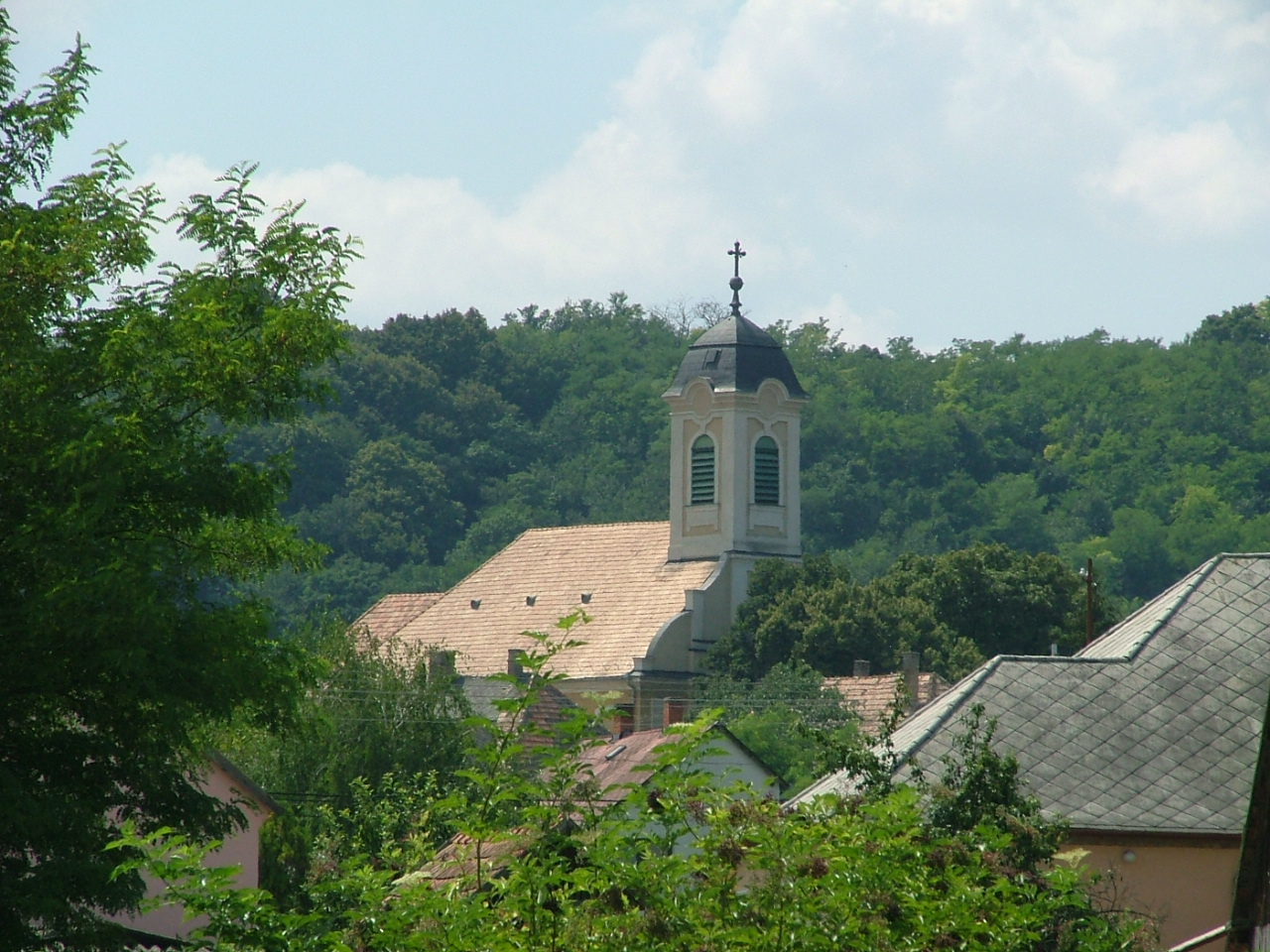
Römisch-katholische Kirche Szent Márton
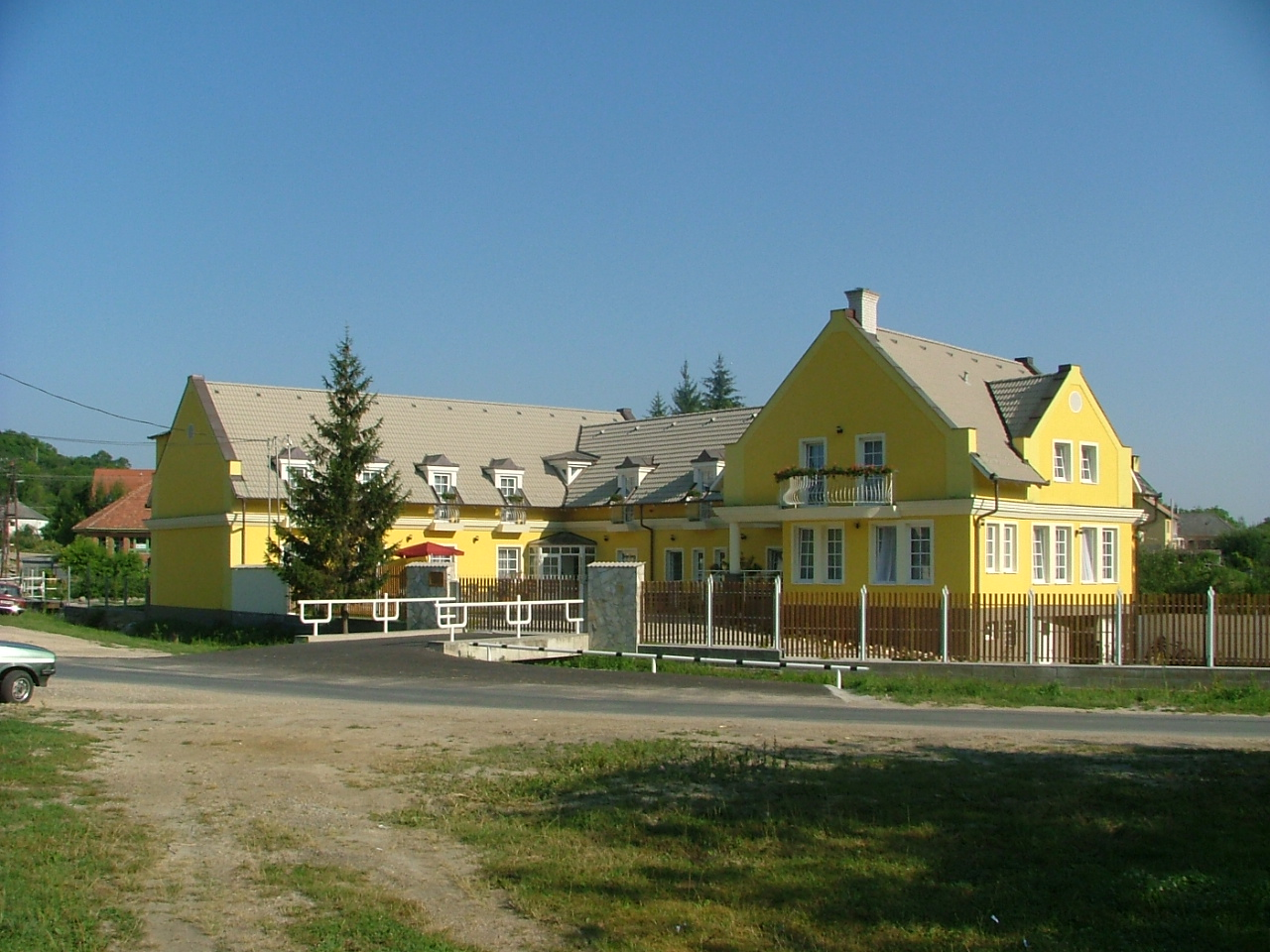
Altenheim
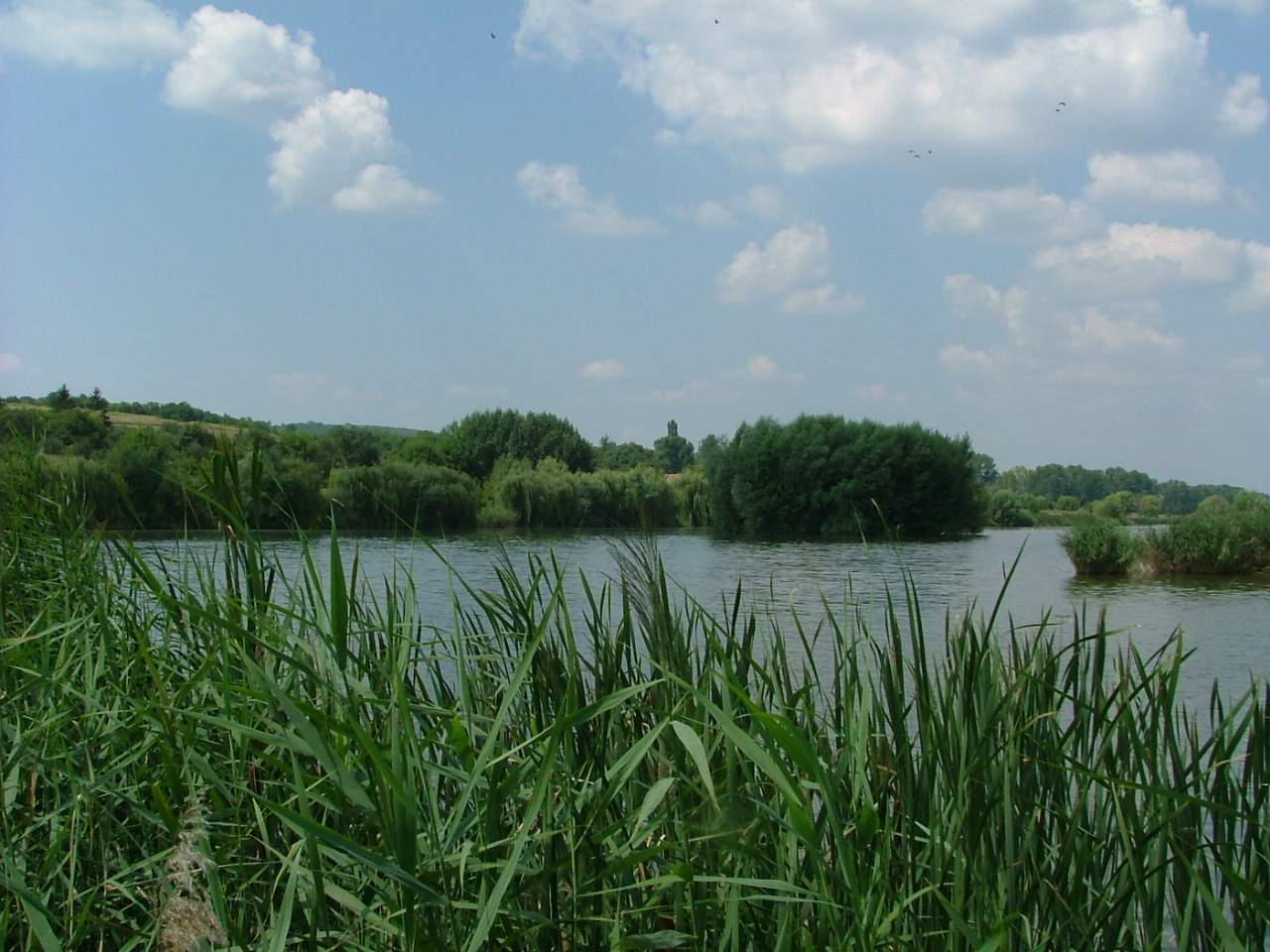
See am Ortsrand
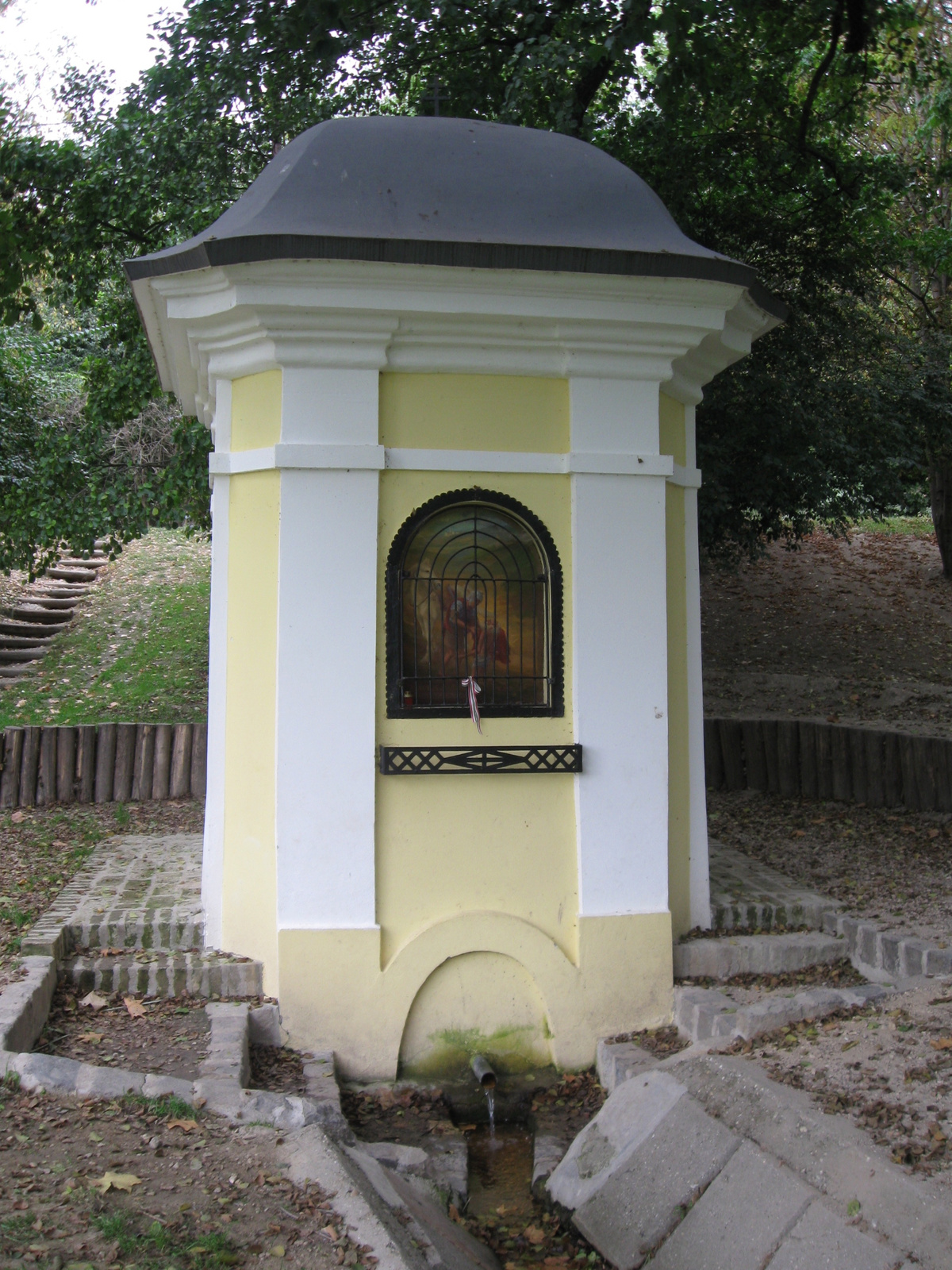
Béla-kút (Brunnen)

## Verkehr
Durch Ravazd verläuft die Hauptstraße Nr. 82, von der die Landstraße Nr. 8225 nach Pannonhalma abzweigt. Es bestehen Zugverbindungen nach Győr und Veszprém. Weiterhin gibt es Busverbindungen über Pannonhalma und Écs nach Győr sowie über Zirc nach Veszprém.